# فرز ميداني
فرز ميداني هي عملية يقرر من خلالها مقدمو الخدمات الطبية الطارئة وجهة الشخص المصاب. في كل عام، يكون لما يقرب من مليون من مقدمي الخدمات الطبية الطارئة (EMS) تأثير كبير على رعاية المصابين وعلى الصحة العامة في الولايات المتحدة. تم تعزيز الأهمية العميقة لقرارات الفرز اليومية على الساحة التي يتخذها مزودو خدمات الطوارئ الطبية من خلال الأبحاث المدعومة من مراكز مكافحة الأمراض والوقاية منها والتي أظهرت أن خطر الموت الكلي كان أقل بنسبة 25 في المائة عندما تم تقديم الرعاية في مركز الصدمات من المستوى الأول مما كان عليه عندما تم تقديمه في مركز غير صدمة. لا ينبغي نقل جميع المصابين إلى مركز الصدمات من المستوى الأول. يمكن للمستشفيات الأخرى تلبية احتياجات المرضى الذين يعانون من إصابات أقل حدة بشكل فعال، وقد تكون أقرب إلى مكان الحادث. إن نقل جميع المرضى المصابين إلى مراكز المستوى الأول - بغض النظر عن شدة الإصابة - يحد من توفر مركز الصدمات من المستوى الأول للمرضى الذين يحتاجون حقًا إلى مستوى الرعاية المقدمة في تلك المرافق. يضمن الفرز الميداني المناسب نقل المرضى إلى أنسب مرفق للرعاية الصحية يناسب مستوى حاجتهم.

## المعلومات الأساسية
في عام 1976، بدأت الكلية الأمريكية للجراحين (ACS) ACS-COT بنشر وثائق الموارد لتوفير التوجيه لتخصيص المرافق كمركز الصدمات والرعاية المناسبة للمرضى المصابين بشدة.
قبل ظهور هذا التوجيه، تم نقل ضحايا الصدمات إلى أقرب مستشفى، بغض النظر عن قدرة ذلك المستشفى، وغالباً مع تدخل قليل قبل دخول المستشفى.
قامت ACS-COT بمراجعة وثيقة الموارد بانتظام، والتي تضمنت مخطط القرار. خلال كل مراجعة، تم تقييم نظام القرار من قبل لجنة فرعية من ACS-COT، والتي حللت المنشورات المتاحة، ونظرت في آراء الخبراء، ووضعت توصيات بشأن الإضافات والحذف إلى نظام القرار. تقع الموافقة النهائية على التوصيات على عاتق اللجنة التنفيذية ACS-COT. منذ نشرها لأول مرة في عام 1986، وتم تنقيح نظام القرار أربع مرات: في 1990، و 1993، و 1999  و 2006.
في السنوات الأخيرة، قامت مراكز مكافحة الأمراض واتقائها بدور نشط و متزايد في إيجاد أوجه التداخل والتشابه بين الصحة العامة و؛، بالإضافة لنشر أجندة أبحاث رعاية الإصابات في عام 2005.
عام 2005 وبدعم مالي من إدارة السلامة الوطنية على الطرق العامة عقدت مراكز مكافحة الأمراض والوقاية منها سلسلة من اجتماعات فريق الخبراء الوطني بشأن الفرز الميداني (الفريق) لتوجيه مراجعة عام 2006 لنظام القرار. جلب الفريق ممثلين ذوي خبرة إضافية لعملية المراجعة (على سبيل المثال، الأشخاص في نظم الإدارة البيئية، طب الطوارئ، الصحة العامة، صناعة السيارات، والوكالات الفيدرالية الأخرى). كان لدى الفريق أهداف متعددة، بما في ذلك تقديم مراجعة قوية للأدلة المتاحة التي تدعم مخطط القرار، والمساعدة في نشر المخطط المنقح والأساس المنطقي الأساسي للصحة العامة الأكبر وأوساط رعاية الإصابات الحادة، مع التركيز على الحاجة إلى إجراء أبحاث إضافية في الفرز الميداني، ووضع دليل وقاعدة قرار للمراجعات المستقبلية.
وكانت النتيجة الرئيسية لاجتماعات الفريق إنشاء نظام قرار الفرز الميداني لعام 2006: The National Trauma Triage Protoc Protoco.

## تطوير معايير الفرز الميداني
موازاة تطوير معايير الفرز الميداني مع تطوير مراكز الصدمات، بما في ذلك مفهوم تجاوز المرافق الأقرب لصالح أولئك الذين لديهم قدرات محسنة لعلاج المصابين بجروح خطيرة. لم يحتوي التوجيه الأولي لعام 1976 من قبل ACS-COT على معايير فرز محددة، ولكنه تضمن تدابير فسيولوجية وتشريحية سمحت بطبقات المرضى حسب شدة الإصابة. أيضا في عام 1976، وضعت ACS-COT مبادئ توجيهية للتحقق من مراكز الصدمات، بما في ذلك معايير للموظفين والمنشآت والعمليات التي تعتبر ضرورية للرعاية المثلى للمصابين. أظهرت الدراسات التي أجريت في السبعينيات وأوائل ومنتصف الثمانينيات انخفاضًا في معدل الوفيات في مناطق الولايات المتحدة التي لديها مراكز متخصصة في الصدمات. أدت هذه الدراسات إلى مؤتمر إجماع وطني نتج عنه نشر أول بروتوكولات الفرز الميداني ACS، والمعروفة باسم مخطط قرار الفرز، في عام 1986. منذ عام 1986، كان هذا القرار بمثابة الأساس لفرز ميداني لمرضى الصدمات في غالبية أنظمة EMS في الولايات المتحدة.
يستمر نظام القرار في العمل كقالب لبروتوكولات الفرز الميداني في معظم أنظمة EMS عبر الولايات المتحدة، مع بعض التكيف المحلي والإقليمي. قد تقوم أنظمة EMS الفردية بتعديل نظام القرار ليعكس السياق التشغيلي الذي تعمل فيه. على سبيل المثال، قد يتم تعديل نظام القرار إلى بيئة معينة (حضرية كثيفة أو ريفية للغاية)، إلى الموارد المتاحة (وجود أو عدم وجود مركز متخصص في صدمات الأطفال)، أو وفقًا لتقدير المدير الطبي EMS المحلي.

## نظام قرار الفرز الميداني
مخطط قرار الفرز الميداني: بروتوكول الفرز الوطني للصدمات
تم تطوير المبادرة التعليمية «مخطط قرار الفرز الميداني: بروتوكول الفرز الوطني للصدمات» (مخطط القرار) لمساعدة موفري نظم الإدارة البيئية، ومديري نظم الإدارة الطبية، وقيادة نظام الصدمات، وإدارة نظم الإدارة البيئية على تعلم وتنفيذ نظام القرار المنقح. تم تطوير نظام القرار هذا في عام 2006 بالشراكة مع الكلية الأمريكية للجراحين - لجنة الصدمات والإدارة الوطنية لسلامة المرور على الطرق السريعة (NHTSA) وهو قائم على أفضل الممارسات الحالية في فرز الصدمات. تمت المصادقة عليه من قبل 17 منظمة، إلى جانب موافقة من NHTSA، ويهدف إلى أن يكون الأساس لتطوير وتنفيذ وتقييم بروتوكولات الفرز الميداني المحلية والإقليمية.
كجزء من هذه المبادرة، طورت مراكز مكافحة الأمراض والوقاية منها مواد سهلة الاستخدام لمحترفي EMS. توفر كل من هذه المواد معلومات يمكن لمتخصصي نظم الإدارة البيئية استخدامها للقيام بدور نشط في تحسين النتائج الصحية للأشخاص المصابين في مجتمعاتهم.